# 인공 유전자 합성
인공 유전자 합성(人工遺傳子合成, 영어: artificial gene synthesis), DNA 프린트라고 알려진 이 방법은 합성생물학에서 인공적인 유전자를 만들기 위해서 사용되는 기법 중 하나이다. 현대에 와서는 고체상 DNA 합성 기법에 의존하고 있으며, 이는 분자 클로닝이나 중합효소 연쇄 반응과는 사용자가 기존의 DNA 서열을 조작하지 못한다는 점에서 다르다. 그래서 이 방법은 완전히 합성된 이중가닥의 DNA 분자를 염기나 크기의 한계에 제한이 없이 합성을 할 수가 있다. 이 방법은 100만개의 염기를 가진 기능적인 세균이나 효모 염색체를 만드는데 사용되고 있다. 최근 연구는 자연의 염기들(A, T, C, G, U)에 더해서 유전 코드의 광범위한 확장을 이끌 수 있는 새로운 염기 합성의 가능성을 주장하고 있기도 하다.
최초의 인공적으로 합성된 유전자인 효모 tRNA는 Har Gobind Khorana와 동업자들에 의해 1972년에 증명되었다. 최초의 펩티드 합성은 Herbert Boyer와 Alexander Markham의 연구소에서 각각 수행되었다. 현대에 이르러서는 상업적인 유전자의 합성은 세계 각지의 수많은 기업들에서 제공하고 있다. 현대의 유전자 합성은 대부분 조합화학과 유기화학, 분자생물학적 기술에 의존한다. 유전자 합성은 분자 공학, 백신 제조, 유전자 치료, 형질 발현 등 재조합 DNA를 연구하는 분야에서 아주 중요한 도구가 되었다. 이러한 인공적인 핵산의 합성은 고전적인 클로닝과 돌연변이 절차에 비하면 매우 경제적인 면이 있다.

## 방법

### 올리고뉴클레오타이드 합성
올리고뉴클레오타이드는nucleoside phosphoramidites를 사용함으로써 화학적으로 합성된다. 이 분자들은 옳지 않게 상호작용을 일으키는 아민, 히드록시기, 인산기로부터 지켜주는 일반적이거나 수정된 뉴클레오사이드가 되는 것이 가능하다. 한 번에 하나의 phosphoramidite가 추가되며, 5‘ 히드록시기 그룹이 보호되지 않는다. 그리고 새로운 염기가 추가된다. 이런 방식으로 핵산 사슬은 3’에서 5’방향(생합성과 반대 방향)으로 합성이 된다. 끝에서는 모든 보호 그룹이 제거된다. 이런 과정에도 불구하고, 몇몇 옳지 않은 상호작용에 의해서 가끔 잘못된 생성물이 생성되기도 한다. 보통 더 긴 올리고뉴클레오타이드를 합성할수록, 더 많은 오류가 발생한다. 그렇기에 이러한 합성법은 짧은 길이의 핵산 합성에만 실용적이다. 현재의 한계는 약 200 염기 정도까지의 핵산만이며, 이 정도만이 실제 현장에서 활용될 수 있다. 또한 HPCL을 이용하면 적절한 과정을 통해서 생산물을 분리하는 것이 가능하다. 반면에, 많은 수의 핵산은 유전자 칩 위에서 평행하게 합성된다. 이런 유전자 합성 과정의 최선의 성능을 위해, 이들은 아주 큰 규모와 독립적으로 준비되어야 한다.

### 가열냉각을 이용한 올리고뉴클레오타이드의 연결
일반적으로, 개별적으로 디자인된 올리고뉴클레오타이드 분자들은 자동화된 고체상 합성기에 의해 합성된다. 보통 올리고뉴클레오타이드 분자들은 모두 정제된 후, 중합효소나 연결 작용을 이용해 연결된다. 올리고뉴클레오타이드 가열냉각(annealing) 특정성을 강화하기 위해, 합성 과정은 내열성 DNA 연결효소와 중합효소에 의존한다. 현재까지는 이러한 합성에 연결효소 연쇄 반응이나 중합효소 연쇄 반응이 사용되고 있다. 그 방법들은 보통 40-50 염기 정도의 올리고뉴클레오타이드를 덮어 쓰는데 사용된다. 이 올리고뉴클레오타이드들은 많은 서열을 각 가닥의 서열을 덮어쓰기 위해서 설계되었으며, 더 긴 길이의 분자는 덮어쓰기 확장에 의해 생성된다. 이런 방식으로 합성된 인공 유전자의 길이는 600 염기부터 1200염기까지이고, 비록 더 긴 유전자가 1000 염기 이하의 조각들로 합성이 되지만, 이런 크기는 필수적으로 염기서열 분석이 필요하다.

## 같이 보기
- DNA 시퀀싱
- 단백질 공학